# Iberia Football Club
El Iberia Foot-ball Club fue un club de fútbol de Madrid, España, creado en 1903, cuyos registros incluyen la disputa de las dos primeras ediciones del Campeonato Regional de Madrid antes de verse sometido a una pronta desaparición.
Tras quedar mermado en el año 1904 al marcharse casi la totalidad de sus integrantes al Moderno Foot-Ball Club —antes de que este a su vez fuese absorbido también por el Madrid Foot-ball Club—, desapareció del panorama madrileño hasta un intento de renacimiento en el año 1907, mismo en el que una nueva fusión con la Real Sociedad Gimnástica Española diese con su completa desaparición.

## Historia
El club nacido en febrero de 1903 bajo el nombre de Iberia Foot-ball Club junto con muchos otros clubes, debido al auge que existe en la provincia madrileña por la práctica de este nuevo deporte.
Su primer encuentro frente a otra sociedad se produjo en el mes de marzo, cuando aún no contaba con un mes de vida, frente al Castilla Foot-Ball Club, y que venció por 5-0. Su primera alineación fue: Rojas, puerta; Jorquera y Valls, zagueros; Paz (S.), Ramo y Cálvez, medios; y Ortega, Martínez, Jiménez, Paz(R.) y Alcubilla, delanteros.
Ese mismo año disputa el Campeonato Regional de Madrid, donde se enfrentó al Moderno F. C., al Madrid F. C. y al Moncloa Football Club. El equipo obtuvo unos discretos resultados quedando último de la clasificación tras sufrir dos goleadas: frente al Madrid F. C. por 0-8, y frente al Moderno F. C. por 0-6.
Al año siguiente volvió a disputar el Campeonato de Madrid sin correr tampoco mucha suerte. Perdió en semifinales —la primera ronda eliminatoria— esta vez frente al Moncloa F. C. por 4-0, no pudiendo disputar el título de campeón de la región.
En el año 1904, tras una corta vida, la entidad quedó muy mermada por la marcha de numerosos integrantes en dirección al Moderno F. C., que también absorbió al Victoria Football Club. Se duda de su desaparición ese año, para renacer sin embargo unos años más tarde, o si continuó pero con escasa actividad. Así las cosas, finalmente en el año 1907 fue absorbido por la Sociedad Gimnástica Española junto con jugadores del Moncloa F. C. y el Hispania Football Club para esta vez sí desaparecer definitivamente.

## Equipación
- Uniforme Titular[1]: Camisa, pantalones y medias blancas
- Uniforme visitante[2]: Blusa blanca con Banda roja, pantalones azules